# История Усергана
«История Усергана» (баш. «Үҫәргән тәуарихы») — башкирское историко-литературное сочинение.

## Описание
Сохранились 2 рукописных списка историко-литературного сочинения «История Усергана» на арабской графике. Автор произведения неизвестен.
«История Усергана» полностью переведена на современную графику, по состоянию на 2015 год остается неопубликованной.

### Первая рукопись
Объем — 69 рукописных листов.
В конце XIX века оригинал сочинения находился у Мусы-муллы — жителя деревни Баишево. Затем оно было продано Ахметшарифу Абдуллину из деревни Умбетово, который полностью переписал его и оставил своему сыну Гибату. В 1954 году рукопись была передана инструктору Абзановского районного комитета КПСС Н. Т. Хасанову, который в 1955 году передал его сотруднику Института истории, языка и литературы Б. Г. Калимуллину. С 1956 года рукопись произведения хранится в отделе редких книг библиотеки Уфимского научного центра РАН.
Историк и этнограф Р. Г. Кузеев указывает на большую ценность «Истории Усергана» для исторической науки, а также считает что на основе произведения лежат очень древние источники.
Произведение имеет структурное и тематическое сходство с «Тарихнаме-и булгар» Таджетдина Ялсыгула аль-Башкорди. По мнению Г. Б. Хусаинова, в сочинение в переработанном и сокращенном виде вошло «Шежере племени усерган». В произведении даются ссылки на некоторые средневековые письменные источники, в том числе на «Китаб-и Джиханнаме» («Книга о Вселенной»), «Киссас ал-анбия»
(«История пророков») Рабгузи и другие. По М. Х. Надергулову, в «Истории Усергана» использовано анонимное «Чингиз-наме».
В начале произведения излагается «всемирная история». Повествование начинается с имени пророка Нуха (Ноя), который разделил весь земной мир между тремя сыновьями: Самом, Хамом и Яфесом.
Далее излагается общая история тюрков, а после — история башкир. Описывается встреча главы башкирского племени усерган Муйтен-бия с Чингисханом, который от монгольского хана получил ярлык на улусное владение землями в бассейне рек Белая (Агидель), Тобол, Ишим (до Иртыша), верховьях реки Яик (Урал) с притоками. Территория улусных земель Муйтен-бия полностью совпадала с территорией исторического Башкортостана IX — начала XIII веков. Итогом заключения вассального договора Муйтен-бия с монголами стало вхождение территории Башкортостана в улус Джучи (Золотой Орды), а сам Муйтен-бий был назначен номинальным правителем над всеми землями башкир.
Затем в произведении освещается взаимоотношения башкир и Ногайской Орды. Далее излагается история присоединения Башкортостана к Русскому государству: в 1564 году послы четырёх башкирских племён (усерган, кыпсак, бурзян и тамьян) были приняты царём Иваном Васильевичем. Послы передали царю схваченных башкирами Бучай-хана и Актулыш-бия. В ходе переговоров башкиры согласились стать подданными русского царя, в ответ царь обещал «не причинять нашему башкирскому народу страданий. Составили указную грамоту и в которой особо написали о наших землях и религии, дали слово и поклялись: башкир, исповедующих ислам, никогда не насиловать в другую религию, и чтобы мы, башкиры, стали нести верную службу. Сославшись на эти оговоренные между нами условия, взяв друг у друга подписи, в городе Казани нашу грамоту записали в книгу. Записанная в эту же книгу указная грамота все еще имеется у нас в руках».
Далее в произведении описывается история основания Уфимской крепости, затем рассказывается об участии башкир в Азовском походе и Северной войне (в частности о Рижском походе). В произведении даётся обзор событий связанных с разделом башкирских земель, который завершается описанием точных границ вотчинных земель четырёх башкирских племён (бурзян, кыпсак, тамьян, усерган).
После приводится кисса о пророке Идрисе. Затем в виде генеалогической схемы перечисляются имена всех других мусульманских пророков и святых, при этом большинство из этих имён сопровождается повествовательными текстами в виде мифов, легенд и преданий. Параллельно данной схеме представлена родословная древних ханов и биев, в котором многие имена (в том числе Туктамыш-хана, Тура-хана, Урмамбета ибн Исмагила, Сурабан-бея и других) также сопровождаются текстами, однако в них преобладают сведения и данные из источников светского характера, излагается крупные исторические события происходившие в Башкортостане во время их правления. Например, про Тура-хана говорится что его ставка располагалась у горы Тура-тау на реке Агидель и что он являлся самовластным ханом башкир. Здесь также указано что во времена правления его сына Кусем-хана, по соглашению граница между башкирскими и ногайскими землями проходила по реке Самара и о том что башкиры и ногайцы жили в мире до прихода к власти Урак Мамая. Про Урмамбета ибн Исмагила рассказывается что он стал правителем после Урадж-хана, воевал с войском Яр Арыслана и в долине реки Сакмара (близ устья Касмарки) между ними состоялось крупное сражение, в ходе которого он был убит. Итогом войны стало что башкиры победили и остались жить здесь. Родословная ханов и биев завершается именем башкирского бия Казаксала.

### Вторая рукопись
Другой список хранится в личной коллекции академика Г. Б. Хусаинова. Объём — 98 рукописных листов.
Начальная часть рукописи составлена жителем села Бурибай Хакимьяном Мухамедхусаиновичем Тугызбаевым, который в 1923 году переписал его от шежере Мухамедкарима Уфалы.
Здесь произведение также начинается с упоминания всемирного потопа, пророка Нуха и его сыновей. Продолжается повествованием о некоторых тюркских племён, о Муйтен-бие и его взаимоотношениях с Чингизханом, присоединении Башкортостана в состав России и разделе башкирских земель. Далее также отдельной главой приводится кисса о пророке Идрисе, а после — две генеалогии в параллельной форме, при этом большинство из этих имён сопровождается повествовательными текстами в виде мифов, легенд и преданий.
Приведены шежере Зайнуллы Расулева и некоторые сведения о его отце Хабибулле. Также в генеалогии упоминается имя Алдара Исекеева: «В 1735 году от Рождества Христова, в 1142 году хиджры Алдар-бей вместе с Таймас-беем в качестве посла посетил хана 1-го Джуза казахского Абулхайра; от имени российского царя (он) предложил казахскому народу принять российское подданство».
Вторая часть списка рукописи также содержит родословную, которая чередуется с повествовательными текстами из легенд и преданий, заимствованных из письменных источников и башкирского фольклора. Рукопись завершается описанием истории рода мамбет племени усерган.